# Verwaltung der Grafschaft Hanau-Münzenberg
Die Verwaltung der Grafschaft Hanau-Münzenberg entwickelte sich aus spätmittelalterlichen Wurzeln und differenzierte sich dann zunehmend aus.

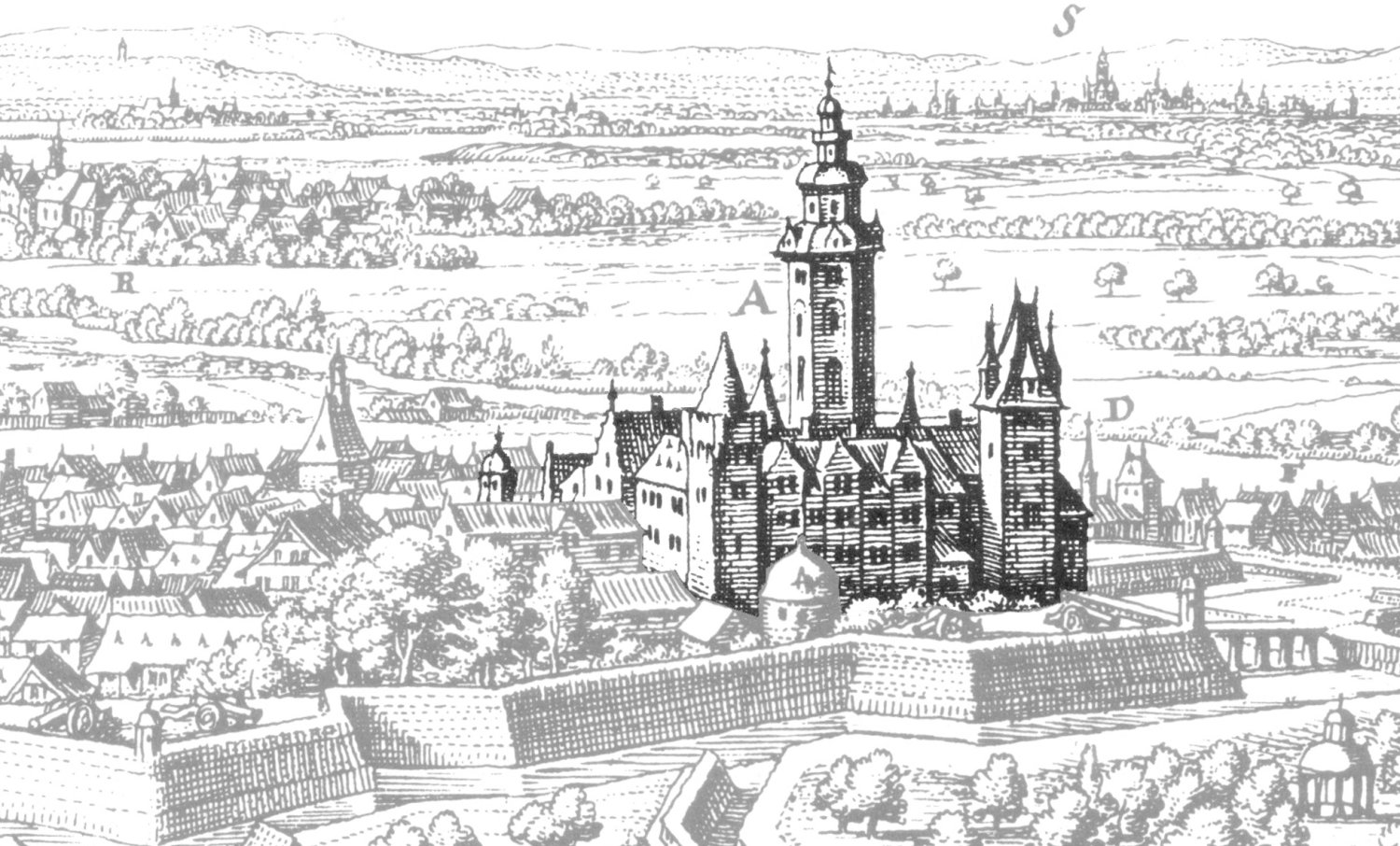
Stadtschloss Hanau (1632), ursprünglicher Sitz der Zentralverwaltung

## Ausgangslage

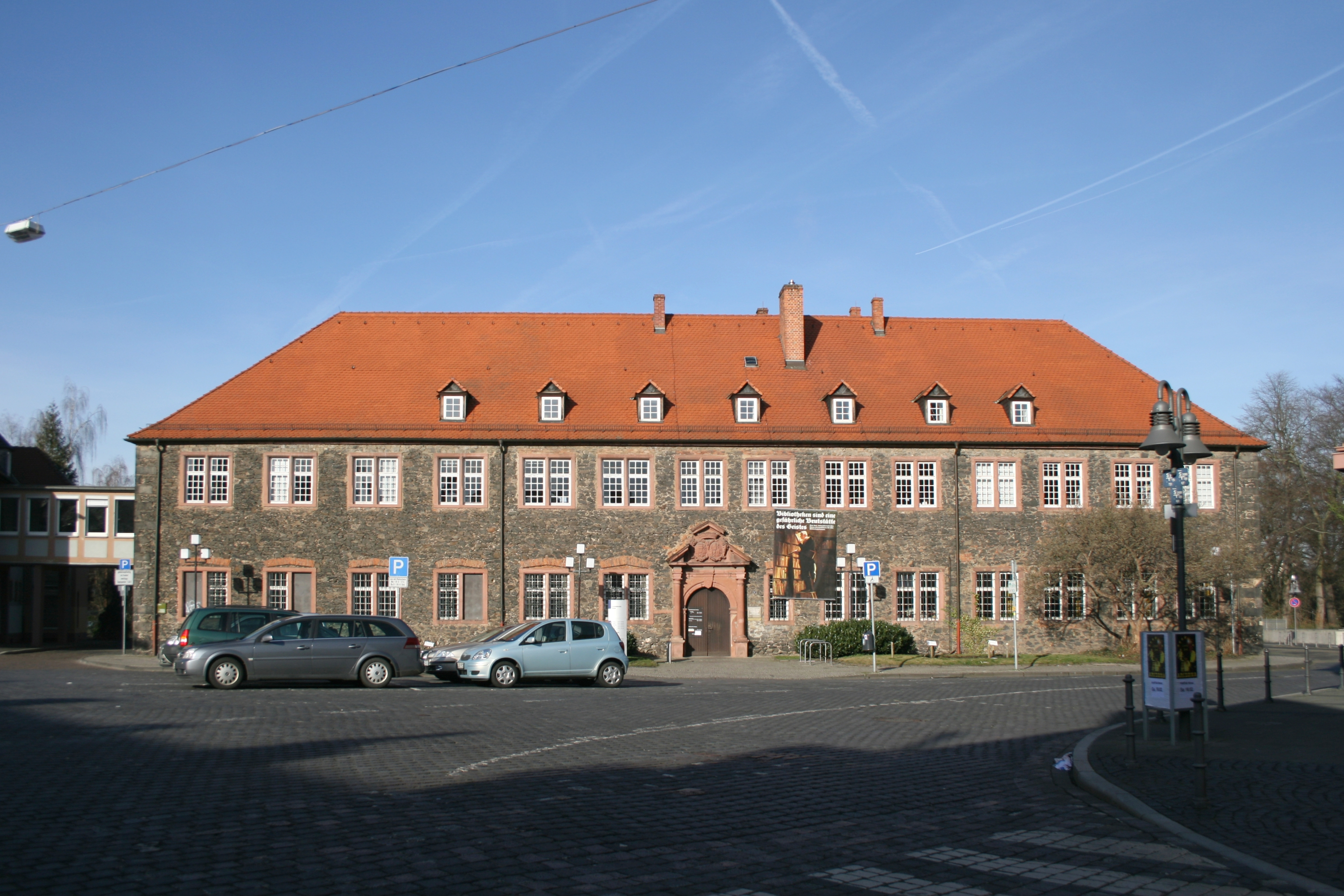
Regierungsgebäude

Die Verwaltung der Grafschaft Hanau, hervorgegangen 1429 aus der Herrschaft Hanau, ab 1458 Grafschaft Hanau-Münzenberg, ging aus dem persönlichen Regiment des jeweils Regierenden und dessen Haus- und Hofverwaltung hervor. Als Teil der beginnenden Professionalisierung der Verwaltung und frühstaatlicher Formen des Verwaltungshandelns wurden einzelne studierte Räte in Dienst genommen. Sie waren meist bürgerlicher Herkunft. Aber auch einige der Herren, später Grafen von Hanau hatten eine universitäre Ausbildung absolviert.

## Territoriale Gliederung
Ausgehend von mittelalterlichen Strukturen besaß die Grafschaft einen Kernbereich aus Allodien und festen, traditionell in der Hand der Herren und Grafen von Hanau gehaltenen Lehen. Der Erwerb dieses Bestandes war am Anfang des 16. Jahrhunderts weitgehend abgeschlossen. Er war in eine Reihe von Ämtern gegliedert, unterschiedlich groß, die wiederum jeweils eine Reihe von Dörfern umfassten. Weiter gab es Kondominate mit anderen Territorialherren, die aber ebenfalls in dieser Ämterstruktur gegliedert waren. An der Spitze der Ämter standen Schultheißen oder Amtmänner. Darüber hinaus gab es Anteile, Nutzungsrechte oder andere Rechte – etwa Kirchenpatronate oder Vogteirechte – die sich in Einzelfällen zu territorialer Herrschaft verdichten konnten, aber auch in vielen Fällen auf ihren wirtschaftlichen Wert beschränkt blieben.

## Entwicklung

### Einheitsverwaltung
Seit dem 15. Jahrhundert hatte sich eine zentrale Verwaltung herausgebildet, die Kanzlei. Sie war kollegial aus Räten, an deren Spitze ein Oberamtmann, in der Regel aus dem Niederadel, stand. Zu den Räten zählte der Kämmerer (zuständig für die Finanzen), ein Burgvogt (zuständig für die Angelegenheiten der gräflichen Hofes, in der Regel auch aus dem Niederadel), ein Kanzleiverwalter und ein Sekretär (beide in der Regel studierte Bürgerliche), sowie Schreiber, Registrator und Kanzleibote.
Während der in Hanau lange Zeit bestehenden Vormundschaften für minderjährige Grafen, deren Vater bereits verstorben war, kam dem Kanzleipersonal erhöhte Bedeutung zu, da dann von den Vormünden öfter persönlich keiner vor Ort war.
Eine 1559 im Herzogtum Pfalz-Zweibrücken erlassene Kanzleiordnung wurde als Arbeitsgrundlage übernommen.
Mitte des 16. Jahrhunderts hatte sich die Reformation – zunächst in ihrer lutherischen Ausprägung – durchgesetzt und es bildete sich in Hanau-Münzenberg eine eigenständige Landeskirche heraus. Deren zentrale Verwaltung wurde ebenfalls von der Kanzlei aus gesteuert. Formal geschah das 1573, als eine eigene Abteilung dafür gebildet wurde.

### Ausdifferenzierung

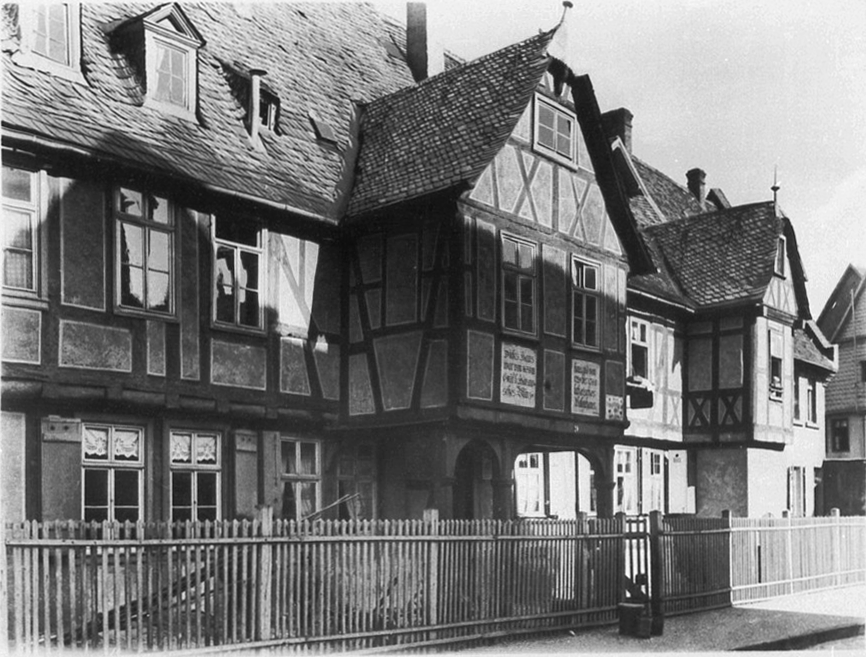
Ehemalige Münze (1658 bis 1681) in der Erbsengasse in Hanau

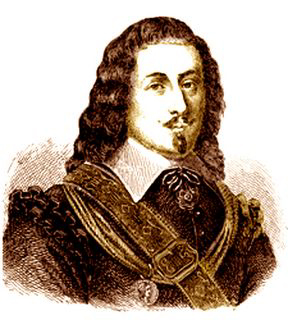
„Superminister“ Johann Michael Moscherosch: Kanzlei-, Konsistorial- und Kammerpräsident.

Unter der Regierung des reformfreudigen Grafen Philipp Ludwig II. (1580–1612) wurde auch die Zentralverwaltung des Landes umgestaltet. Bei den Überlegungen dazu wurden als Arbeitszweige der Zentralverwaltung identifiziert:
- Kirchenverwaltung
- Justizverwaltung
- Hofangelegenheiten
- Kammer (Finanzverwaltung)

Kammer und Kirchenverwaltung (als „Konsistorium“) wurden 1609 aus der Kanzlei in eigene Behörden ausgegliedert, die selbst in Regierung umbenannt wurde. Bei der Regierung verblieben die Innenverwaltung und die Justiz. Da damals Verwaltung und Justiz noch nicht getrennt waren, bildeten die Räte der Regierung zugleich das Hofgericht, die höchste Gerichtsinstanz in der Grafschaft. Abgesichert durch ein Privilegium de non appellando war es in der überwiegenden Zahl der Fälle auch die höchste Instanz, bis zu der ein Untertan des Grafen überhaupt klagen konnte.
Die Trennung der einzelnen Verwaltungszweige in eigene Behörden wurde allerdings in personeller Hinsicht nicht strikt durchgeführt: Es kam vor, dass ein Funktionsträger Aufgaben in mehr als einer Behörde wahrnahm. Die Kammer erhielt 1612 eine eigene Kammerordnung. Darin wurde ihr auch die Zuständigkeit für die Münzprägestätte zugewiesen.
Unter Graf Friedrich Casimir (1642–1685), der einen barocken Herrschergestus pflegte, kam es wieder zu einer gegenläufigen Tendenz: Der Rat Johann Michael Moscherosch wurde gleichzeitig Leiter aller drei Behörden und erhielt zudem den Titel „Präsident“. Seit dieser Zeit führten die Leiter der Hanauer Oberbehörden diesen Titel.
Auch duldete oder förderte Graf Friedrich Casimir, der aus dem lutherischen Zweig der Familie, aus der Grafschaft Hanau-Lichtenberg, stammte, die lutherische Konfession in der seit 1597 reformierten Grafschaft Hanau-Münzenberg. In den auf seinen Regierungsantritt 1642 folgenden Jahrzehnten bildete sich so eine zweite, lutherische Landeskirche, für die ein weiteres, lutherisches Konsistorium erforderlich war, das 1658 eingerichtet wurde. Davon zu unterscheiden ist ein weiteres, reformiertes, Konsistorium, das für die beiden reformierten Gemeinden der Neustadt Hanau, der Niederländisch und der Französisch sprechenden Gemeinden der Flüchtlinge aus den Spanischen Niederlanden und aus Frankreich, zuständig war. Dieses dritte Konsistorium hatte zwar die gleichen Aufgaben, wie die beiden anderen, war aber keine staatliche Behörde, sondern ein Selbstverwaltungsorgan der Gemeinden. Es ist damit die einzige der hier beschriebenen Behörden, die auch heute noch – und das auch unter der traditionellen Bezeichnung eines „Konsistoriums“ – Bestand hat.

### Nachgeordnete Verwaltung
Die Verwaltung der Grafschaft Hanau-Münzenberg war hierarchisch, in der Regel dreistufig, organisiert: Dorf – Amt – Grafschaft. Der nachgeordneten allgemeinen Verwaltung standen auf Ebene des Amtes Schultheißen oder Amtmänner vor, der nachgeordneten kammeralen Verwaltung Keller. Der Verwaltung der Schultheißen und Amtmänner waren Landgerichte zugeordnet, die Berufungsinstanz für die erstinstanzlichen, örtlichen Gerichte waren, in der Praxis aber oft durch Berufung direkt an das Hofgericht umgangen wurden. Die örtliche Verwaltung lag in den Händen von Ortsschultheißen, die seitens des Grafen eingesetzt wurden, oder in den Händen von gewählten Bürgermeistern. Auf dieser Ebene bestanden Schöffengerichte unter dem Vorsitz des jeweiligen Ortsschultheißen oder Bürgermeisters.
Landstände bildeten sich in der Grafschaft Hanau-Münzenberg nicht heraus. Das lag zum einen an der räumlich nicht allzu großen Ausdehnung der Grafschaft, aber auch daran, dass das ganz überwiegende finanzielle und steuerliche Potential seit dem Ende des 16. Jahrhunderts in der Neustadt Hanau konzentriert war und die Lobby-Gruppe der Großsteuerzahler damit nur wenige hundert Meter vom gräflichen Hof entfernt wirkte und wohnte.

### Geheimer Rat
Mit dem Tod des letzten eigenständigen Hanauer Grafen, Johann Reinhard III., erbten die Landgrafen von Hessen-Kassel die Grafschaft Hanau Münzenberg. Faktisch war das Landgraf Wilhelm VIII. Aufgrund der komplizierten Familienverhältnisse bestand Hanau-Münzenberg fünfzig weitere Jahre als Sekundogenitur des Hauses Hessen-Kassel, ohne dass es zu einer Verschmelzung der Behörden kam. Allerdings übertrug Wilhelm VIII. Verwaltungsformen, die er aus Kassel kannte, nach Hanau. Wichtigste Neuerung war die Einrichtung eines Geheimen Kabinetts, das – im Gegensatz zu den eher verwaltend tätigen anderen drei Behörden – ein mehr politisches Gremium war, das die Hoheitsrechte des Landesherren zu wahren hatte und für Beschwerden der Untertanen beim Landesherren zuständig war.

## Ende
Als 1785 der bis dahin die Sekundogenitur Hanau-Münzenberg regierende Landgraf Wilhelm IX./I. die Stammlande erbte, löste er das Geheime Kabinett in Hanau auf. Dessen Aufgaben nahm nun das parallele Gremium in Kassel wahr. 1792 gingen die Aufgaben, die vormals das Hanauer Hofgericht wahrgenommen hatte, an das Oberappellationsgericht Kassel über. Die übrigen Behörden wurden erst 1803 in den hessischen Verwaltungsaufbau eingepasst. Allerdings ging dieser Staat, nunmehr das Kurfürstentum Hessen, bereits 1806 unter. Nach französischer militärischer Besetzung und dem Zwischenspiel des Großherzogtums Frankfurt wurde er 1813 restituiert. Erst die Verwaltungsreform des restituierten Kurfürstentums von 1821 beseitigte die letzten Besonderheiten in der Verwaltung der ehemaligen Grafschaft Hanau-Münzenberg.